# Fiat Grande Punto
Fiat Grande Punto är en bilmodell från Fiat som introducerades 2006. Modellen är, som namnet antyder, en större variant av småbilen Fiat Punto. I Sverige, till skillnad från många andra marknader, ersatte den också den vanliga Punto, som i sin nuvarande version funnits sedan 1999. Två halvkombikarosserier med antingen tre eller fem dörrar står till buds. Grande Punto fick högsta betyg, fem stjärnor, i EuroNCAPs krocktest. Designen till bilen stod Giorgetto Giugiaro för och är tydligt inspirerad av Maserati. Grande Punto Abarth är en populär rallybil på kontinenten.
Fem motorer, varav två stycken dieseldrivna, finns att tillgå, på mellan 1,2 och 1.9 liters slagvolym och 65-130 hästkrafter. 1,3 MJT Diesel är miljöbilsklassad i Sverige.
Fiat Grande Punto vann en testduell mot Nissan Note i Vi Bilägare 2007.

## Motoralternativ
| Modell           | Årsmodell | Motor                   | Cylindervolym | Effekt | Vridmoment | Bränslesystem             |
| ---------------- | --------- | ----------------------- | ------------- | ------ | ---------- | ------------------------- |
| 1.2              | 2006-     | 4-cyl radmotor SOHC 8V  | 1242 cm³      | 65 hk  | 102 Nm     | Bränsleinsprutning        |
| 1.4              | 2006-     | 4-cyl radmotor SOHC 8V  | 1368 cm³      | 77 hk  | 115 Nm     | Bränsleinsprutning        |
| 1.4              | 2006-     | 4-cyl radmotor DOHC 16V | 1368 cm³      | 95 hk  | 128 Nm     | Bränsleinsprutning        |
| 1.4 T-Jet        | 2008-     | 4-cyl radmotor DOHC 16V | 1368 cm³      | 120 hk | 206 Nm     | Bränsleinsprutning, turbo |
| 1.4 T-Jet Abarth | 2008-     | 4-cyl radmotor DOHC 16V | 1368 cm³      | 155 hk | 230 Nm     | Bränsleinsprutning, turbo |
| 1.4 T-Jet Abarth | 2009-     | 4-cyl radmotor DOHC 16V | 1368 cm³      | 180 hk | 272 Nm     | Bränsleinsprutning, turbo |
| 1.3 Multijet     | 2006-     | 4-cyl radmotor DOHC 16V | 1248 cm³      | 75 hk  | 190 Nm     | Turbodiesel               |
| 1.3 Multijet     | 2006-     | 4-cyl radmotor DOHC 16V | 1248 cm³      | 90 hk  | 200 Nm     | Turbodiesel               |
| 1.6 Multijet     | 2009-     | 4-cyl radmotor DOHC 16V | 1598 cm³      | 120 hk | 320 Nm     | Turbodiesel               |
| 1.9 Multijet     | 2006-2008 | 4-cyl radmotor SOHC 8V  | 1910 cm³      | 120 hk | 280 Nm     | Turbodiesel               |
| 1.9 Multijet     | 2006-2008 | 4-cyl radmotor SOHC 8V  | 1910 cm³      | 130 hk | 280 Nm     | Turbodiesel               |

## Mått
- Längd: 403 cm
- Axelavstånd: 251 cm
- Bredd: 169 cm
- Höjd: 149 cm

## Utrustningsnivåer
- Active
- Dynamic
- Emotion (ej i Sverige)
- Sport